# Batalla de Izúcar (1812)
La batalla de Izúcar fue una acción militar de la Guerra de Independencia de México, efectuada el 23 de febrero de 1812, en la actual localidad de Izúcar de Matamoros, Puebla. Los insurgentes comandados por el general Mariano Matamoros lograron derrotar a las fuerzas realistas del brigadier Ciriaco del Llano. En esta batalla se distinguió quien fuera uno de los primeros presidentes de México, Vicente Guerrero.